# جايسون ستيل
جايسون ستيل (بالإنجليزية: Jason Steele)‏ هو سياسي أمريكي، ولد في 26 يوليو 1948 في فورت لودرديل في الولايات المتحدة. حزبياً، نشط في الحزب الجمهوري. وقد انتخب عضو مجلس نواب فلوريدا.

## وصلات خارجية
- الموقع الرسمي